# Paymogo
Paymogo es un municipio español de la provincia de Huelva, Andalucía. El municipio cuenta con una población de 1143 habitantes (INE 2024). Su extensión superficial es de 214 km² y tiene una densidad de 6,0 hab/km². Se encuentra situada a una altitud de 177 m y a 81 km de la capital de provincia, Huelva limitando al este con Santa Bárbara de Casa. En abril de 2012 se inauguró un nuevo puente sobre el río Chanza que lo conecta con Portugal, siendo la cuarta conexión entre la provincia de Huelva y Portugal.

## Geografía

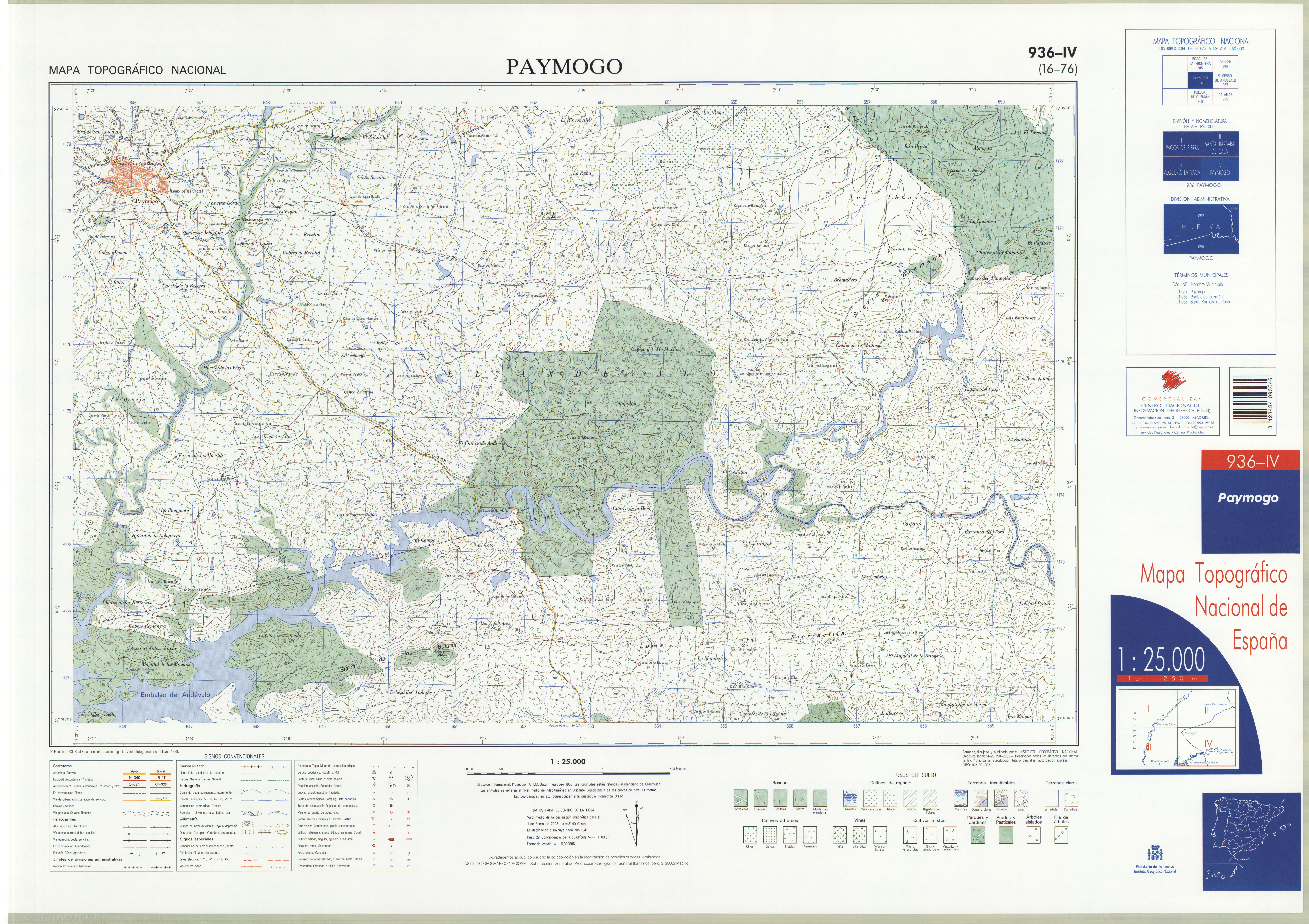
Fragmento de la hoja 936 del Mapa Topográfico Nacional de España de 2003 en el que se representa Paymogo

Paymogo, pueblo del Andévalo onubense situado en la parte suroeste de la península ibérica, limita al oeste con Portugal haciendo su división en la Rivera de Chanza. Limita al este con Santa Bárbara de Casa y al sur con Puebla de Guzmán.

### Relieve
Dentro de la trama geológica, Paymogo se encuentra situado en el Macizo Hespérico peninsular, zona Luso-Meridional o Sur-Portuguesa de la Edad Paleozoica. Se encuentra recorrido por una falla inversa y comprende el complejo vulcano sedimentario que contiene las mineralizaciones de sulfuros o piritas. Su altitud media sobre el nivel del mar es de 175 m con una altura máxima de 252 m en el cabezo del Bramadero. Presenta una topografía acolinada, de cabezos que se va haciendo cada vez más abrupta y accidentada cuanto más al Norte y al oeste nos movamos, y más aplanada en el centro (zona de Santa Rosalía y aledaños.)

### Geología
Por sus características geológicas y litológicas sus suelos se desarrollan sobre pizarras devónicas y carboníferas, pizarras laminadas de poca profundidad. Son suelos con mínimo desarrollo edífico, con un solo horizonte del tipo B y entre los que nos podemos encontrar una cadena de suelos, dependiendo el tipo de suelo de la posición topográfico, principalmente. Así, podemos encontrar, por un lado, suelos profundos producidos por una iluviación de arcillas (suelo de la raña) y, por otro lado, suelos con un horizonte no muy profundo pero que permiten cierto laboreo (algunos suelos de la dehesa) y suelos esqueléticos como los suelos de los Pagos que son pura pizarra. Son tierras sueltas, flojas, suelos aireados. Bien drenados y de escasa compactación con, a veces, gran cantidad de lajas pizarrosas aunque también existen terrenos recios compactos y arcillosos como los de Méndez y la Raña.
Son suelos de carácter ácido, descalcificados y de baja fertilidad, principalmente en fósforo y nitrógeno. Poco aptos para la agricultura, salvo en las zonas de alrededor del pueblo (los cercados) donde el continuo aporte de abonos orgánicos y el laboreo, los han corregido, en parte, por la textura, por el relieve, por el clima y sobre todo, por la acción humana debido a la política de autarquía de la posguerra que llevó a no dejar ni un rincón por sembrar, aun sin reunir las mínimas condiciones. El suelo presenta un alto grado de degradación por la erosión. El causante principal de este proceso es la gran concentración de arroyos, sobre todo en la zona oeste (Pagos de Sierra), que desprovista de una vegetación arbórea que la proteja, ha estado sometida a un intenso laboreo que ha producido un empobrecimiento de los suelos y un abarrancamiento profundo.
Este proceso erosivo de los Pagos se intentó corregir, por parte del IRYDA, en los años 60 con la construcción de terrazas siguiendo las curvas de nivel en las laderas de los cabezos para que encauzaran el agua hacia las cañadas protegidas a su vez por «balates» o muros de piedras; a la vez que araba la tierra con grandes máquinas, con lo que sacaba al exterior las pizarras del subsuelo y perdía el poco suelo fértil que aquella poseía con lo que resultaba ser «peor el remedio que la enfermedad», a juicio de la gente del lugar.

### Hidrografía
El término de Paymogo está limitado entre la Rivera del Chanza por el oeste y la de Malagón por el este. Ambas corren con cauce encajonado entre cabezos de gran pendiente. Su caudal es máximo en invierno y de cierta importancia en el caso del Chanza, pero se ve reducido a un reguero de agua que corre bajo la arena en los meses de julio y agosto, llegando en el caso de Malagón a cortarse durante el verano, quedando su cauce salpicado de grandes charcas. En el centro del término y recorriendo de norte a sur, se encuentra el arroyo del Albahácar y, después, una serie de arroyos menores conocidos como barrancos, tributarios de los anteriores, como los barrancos de la Corte, Baquero, Trinpancho, Fresnisto, Jarrillo, Badragón y Butrón.
En cuanto a las aguas subterráneas, no existe ningún acuífero de importancia en el subsuelo, sólo pequeños acuíferos asociados a fracturas de pequeña significación que dan lugar, sobre todo en los Pagos, a pequeños manantiales donde se ubican gran cantidad de pozos de escasa profundidad utilizados como abrevaderos para el ganado. En la actualidad están proliferando pequeños embalses artificiales con muros de tierra gracias a la topografía y a la naturaleza y textura del suelo.

### Clima
Paymogo posee un clima mediterráneo. Es decir, veranos especialmente secos e inviernos secos, con escasos días en que la temperatura descienda de 0 °C. Alrededor de 20 días al año de escarcha, con frecuencia de rocío y ausencia de nieve. La precipitación media está alrededor de los 700 mm, oscilando esta cantidad según la sequedad del año. Con un máximo de precipitaciones a finales de otoño e invierno; secundario en primavera y un mínimo muy acusado en los meses de julio y agosto.
En relación con el ciclo vegetativo dependiente de la pluviometría, los meses de octubre a noviembre definen el período de las primeras lluvias e inicio de la campaña agrícola con la constitución de reservas en un suelo totalmente seco tras el verano. De diciembre a abril hay un período excedentario con bastantes precipitaciones, pero desproporcionadas en muchas ocasiones. A partir de abril suelen aparecer las tormentas y aguaceros primaverales, aunque a veces se nos presente un mes de abril sin lluvias teniendo como consecuencia una campaña ganadera catastrófica, desapareciendo las lluvias en el verano.
La temperatura suele estar alrededor de los 16 °C, llegando la máxima incluso a 45 °C. Los vientos dominantes son: suroeste, viento de «abajo» o de «marea» húmedo y templado que traen las lluvias. Y el seco y frío norte o de «arriba».

## Naturaleza

### Flora
Podemos encontrar varios sistemas vegetales con unas características propias. El más típico es el encinar o dehesa que viene a ocupar las 3/5 partes del término que, como ya se sabe, está formado por un bosque de encina y un sotobosque de jaras, jaguarzos, tomillos y abulagas. En algunas fincas bien cultivadas este sotobosque no existe y está sustituido por el pastizal, en otras en cambio es tremendamente denso y espeso.
Otro sistema vegetal está representado por los Pagos de Sierra, extensa zona de más de 6000 hectáreas que hasta no hace muchos años se dedicaba por completo al cultivo de cereales. Es un paisaje acolinado de continuos cabezos muy erosionados, con ausencia de árboles y existencia de una vegetación de gramíneas primaverales y cardos borriqueros en verano; algunas manchas de cereales en la actualidad con juncales en las cañadas y una progresiva invasión de oeste a este principalmente de jaras.
Otro paisaje caracterizado es la raña, zona arcillosa relativamente llana poblada de olivos e higueras, paisaje que responde por completo a la actividad humana.
Al margen de esto, existe una zona de cultivo de cereales y leguminosas alrededor del pueblo, algunos pequeños huertos y zona de vegetación de riberas en los bordes de los cauces antes citados.

### Fauna
La gran superficie arbolada (dehesa) así como el mantenimiento de una densa cubierta de matorral, el acotamiento de casi todo el término municipal y otros factores como el abandono de las labores agrícolas, permiten el mantenimiento de una fauna carnívora como son el zorro, la jineta, la comadreja, el erizo, la garduña y el gato silvestre. La base de esta fauna carnívora la constituye el conejo. También se puede hallar otro roedor como es la liebre.
Nos encontramos con ejemplares de caza mayor, como el jabalí, y algunos gamos y ciervos procedentes de repoblaciones hechas en cotos de caza. Las aves forman una rica comunidad, encontrándonos especies como la perdiz, la tórtola, la paloma y el zorzal.
Aún podemos ver en nuestros cielos con cierta frecuencia, aves rapaces diurnas (águila culebrera, halcones, milanos etc.) y nocturnas (búhos, lechuzas, mochuelos), así como buitres carroñeros.
La población de anátidas parece recuperarse y es fácil hoy encontrarlas en la ribera y en los pequeños embalses particulares.
También es rica la comunidad de córvidos (cuervos, rabilargas, grajas etc.), de pájaros (mosquiteros, herrerillos, mirlos, jilgueros etc.) y de cigüeñas.
Entre los anfibios y reptiles tenemos las culebras de agua y tierra, los lagartos, lagartijas, galápagos, ranas etc.
En la ribera y pantanos mayores existen carpas, barbos, y otras especies autóctonas de la fauna acuática así como las especies repobladas de black-bass y cangrejos de río americano.

## Historia
Aunque se tiene certeza, por los testimonios encontrados, de que estas tierras estuvieron pobladas desde épocas lejanas, sin embargo, la historia de Paymogo comienza a mediados del siglo XIII cuando fue conquistada por los Templarios, denominación que se les da a los caballeros de la Orden del Temple, que llegaron a la península ibérica procedentes de Tierra Santa y, a mediados del siglo XII, comenzaron a extenderse por todo el territorio nacional. Como era normal por aquellos tiempos, los templarios se dedicaban a la conquista de territorios, obteniendo gran poder en toda España, hasta que el rey Felipe IV, el Hermoso, decidió acabar con su prevalencia y, una vez derrotados, los llevó ante el Tribunal de la Inquisición. El papa Clemente V protestó ante el monarca, iniciando la supresión de la Orden.
Se ha dicho que el nombre Paymogo se debe, según la leyenda, a un chamán que existió en la Sierra Morena onubense, del que se contaba tenía tales poderes que su fama trascendió a toda la comarca. Sus dominios terminaron llamándose País del Mago. El uso frecuente de esta denominación (PaiMago... Paymogo), terminó acortándose con el nombre de Paymogo. Se especuló que este mago era hermano de Guzmán el Bueno, que solía recolectar hierbas medicinales por los campos de aquellos lugares, tales como el poleo, cilantro, mastranzo, ruda... (Lasso, J. M. 1990).
Sin embargo, la versión más plausible sobre la toponimia de Paymogo la relaciona con la influencia portuguesa. Así, el nombre provendría de la composición de las palabras luso-latinas pagus, 'aldea' en latín, y mogo, señal que delimita un terreno, como la castellana mojón. En consecuencia, el término Paymogo designaría un pueblo o aldea que se encuentra en la frontera.
Como curiosidad, a mediados del siglo XIX se adoptó oficialmente el cambio de la i por la y, pasando de Paimogo a Paymogo. Y otra curiosidad: al norte de la ciudad de Lisboa, en Lourinhã, hay una praia de Paimogo y una fortaleza del mismo nombre levantada a partir de 1674, que conforma una línea de defensa del litoral luso contra la posible invasión castellana.
La primitiva población estuvo situada, según recoge la tradición, en un lugar cercano conocido con el nombre de Paymoguillo. Paymogo pasa de tener 51 vecinos en 1503 a tener 1615 habitantes a partir de 1787. Este aumento de población se relaciona al parecer con el desarrollo económico. A mediados del siglo XVIII, la miel y la cera constituían una importante fuente de riqueza en el lugar.
Paymogo ha sido a lo largo del tiempo escenario de batallas fronterizas, ya que continuamente se veía afectado por las disputas territoriales con los vecinos portugueses. Durante la Guerra de Restauración portuguesa (1640-1668) Paymogo, como otras poblaciones de la frontera con Portugal, tuvo que reforzarse, construyéndose un fuerte abaluartado alrededor de la iglesia parroquial. Coincidiendo con la guerra de sucesión española, Paymogo junto con otras poblaciones de los alrededores, sufriría de nuevo las consecuencias de las invasiones portuguesas, llegando tales incursiones hasta San Juan del Puerto, entre 1704 y 1708.
El pueblo cuenta con un castillo catalogado por la Junta de Andalucía como Bien de Interés Cultural, construido, como se ha comentado, durante las guerras con Portugal, hacia la mitad del siglo XVII. Ha sido habilitado como conjunto iglesia-castillo, y el enclave defensivo fue declarado monumento nacional el 22 de abril de 1944, como todos los castillos españoles.
Durante el siglo XIX comenzaron los primeros impulsos económicos del pueblo, con la explotación de las minas de pirita situadas en Romanera y Huerta Falsa del término municipal, aunque esta explotación duró poco tiempo por falta de capital, obligando a la comunidad a buscar nuevos horizontes comerciales para encauzar su economía. Empezaron así a florecer la agricultura y la ganadería, predominando la cría y engorde del cerdo. La mayoría del término municipal está poblado de encinares, sus frutos (las bellotas) representan el mejor y más codiciado alimento para la producción del famoso jamón ibérico, que en la actualidad es uno de los manjares preferidos de la gastronomía española; reconocido internacionalmente. La producción de ganado ovino representa también otra fuente de riqueza de la tierra. Su ganadería ovina es de tipo recio y resistente a los cambios del clima, que no es muy frío en invierno, y de calor seco en verano; por lo que es también más llevadero.

## Demografía
Paymogo cuenta con una población de 1143 habitantes (INE 2024).
| Gráfica de evolución demográfica de Paymogo entre 1842 y 2021                                                       |
| |
| Población de derecho según los censos de población del INE Población de hecho según los censos de población del INE |

## Economía

### Turismo
Aunque con escasa tradición turística, el municipio de Paymogo ofrece un espacio natural incomparable para el descanso y la práctica del deporte. Las comunicaciones viarias con Portugal abren un sinfín de posibilidades en este sentido, haciendo de la localidad un lugar de tránsito inexcusable. El senderismo, la bicicleta de montaña, el caballo y la caza menor constituyen interesantes reclamos para aficionados y profesionales.

### Agricultura
Las características edafológicas y climáticas no permiten una explotación de altos rendimientos. Sobre la distribución de la propiedad de la tierra, hay que distinguir entre la propiedad pública, perteneciente a la hacienda municipal, la señorial y la meramente privada.
La superficie no cultivada es de un mayor porcentaje que la cultivada, debido a la escasa calidad de la tierra para el cultivo.
El producto agrícola se basa en el cultivo de trigo, avena, cebada para el ganado y mucha bellota. Es también importante la recolección de aceituna en nuestra zona.

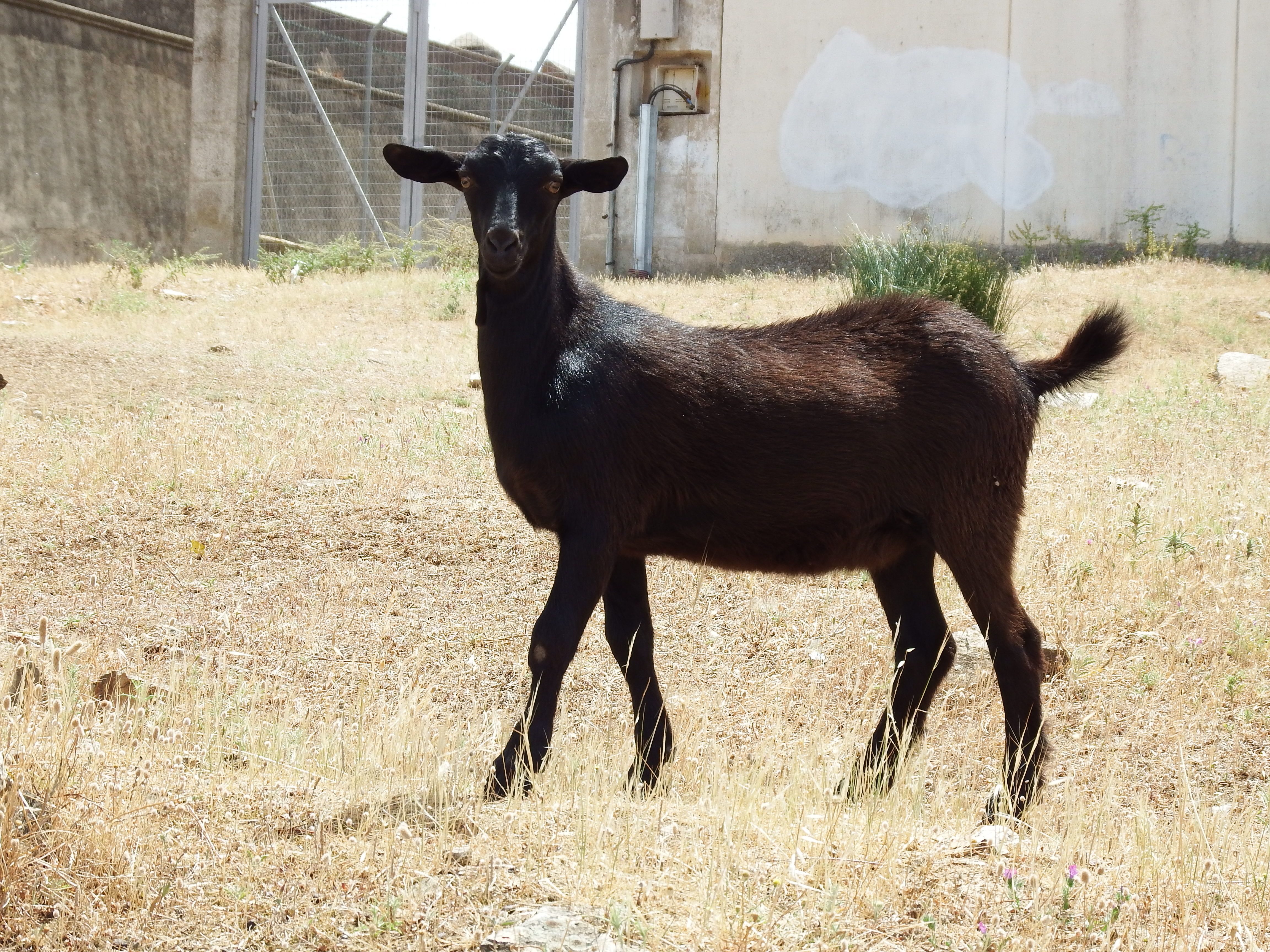
Cabeza caprina en Paymogo

### Ganadería
En Paymogo, la cabaña ganadera es muy extensa, desde ganado ovino y porcino hasta ganado caprino pasando por ganadería brava y ganado equino. La ganadería en Paymogo es la principal actividad, dedicándose la mayoría al ganado lanar y porcino. De estos dos ganados se sacan productos famosos en la comarca como el queso de la Dehesa Dos Hermanas y el jamón de pata negra. La ganadería brava tiene como fin su participación en la fiesta nacional.

### Caza
El entorno de Paymogo es muy apropiado para la caza. Se practica tanto la caza mayor como la menor. En el pueblo existen asociaciones como la Peña Montera Paymoguera y la Asociación Pagos de Sierra. Existen también cotos de carácter privado de caza a los que acuden cada temporada vecinos y foráneos.

### Colmenas
La importancia de la apicultura en nuestro pueblo es histórica. Los primeros conocimientos de esta datan desde el siglo XVI, desde Paymogo se dotaba de cera a la Cartuja de Sevilla y la miel a los gaditanos adinerados. Es también importante su utilidad en gastronomía para la elaboración de dulces y remedios caseros.
La producción de miel es totalmente artesanal. Los tipos de colmenas han cambiado; antiguamente eran fijas; actualmente son movilistas (aunque no se mueven durante todo el año del mismo sitio). El trabajo del apicultor es continuo durante todo el año; en cada época hay que hacer algo: a principios de primavera se llevan a cabo las montas y, a mediados de verano, se saca la miel.
La miel de Paymogo es una de las de mayor calidad; es miel de milflores, de hierbas y plantas aromáticas (romero, tomillo, mirto y jabulaga).
Los productos obtenidos de las colmenas son: la miel, la meloja, cera y jalea real.

### Quesos
Paymogo cuenta con abundantes encinas que alimentan a una importante cabaña ovina, lo que conlleva una destacable producción de leche que es comercializada para la producción de quesos. Antes, en nuestro pueblo se fabricaban quesos frescos, los tradicionales quesiños, pero actualmente, al no tener ninguna reglamentación sanitaria, no se comercializa por el riesgo de transmitir enfermedades. A pocos kilómetros del pueblo se encuentra la dehesa Dos Hermanas, dedicada a la fabricación del queso puro de oveja.

### Gurumelos
En la localidad, dependiendo de las condiciones climáticas, a partir del mes de febrero, la actividad económica suele centrarse en la venta del preciado y, hace unos años, escaso gurumelo. En las dehesas se cría un hongo típico del lugar, de la especie Amanita ponderosa, conocido entre nosotros y en toda la zona como gurumelo. Casi todos los lugareños son capaces de encontrar esta preciada seta, cuyo kilo se cotiza a un precio elevado, comercializándose éstos tanto en el pueblo como en la capital. En épocas en las que las condiciones climáticas hayan sido las adecuadas pueden recogerse gran cantidad de kilos de gurumelos, lo que conlleva un gran aporte económico a la gente de Paymogo.

### Goma
Desde los años 1950 aproximadamente, en Paymogo se lleva a cabo una actividad, centrada principalmente en la época veraniega, que consiste en la extracción la resina de la jara. Esta resina se vende fuera y, entre las aplicaciones más destacadas, se utiliza en industria perfumera.
El proceso de elaboración es el siguiente: en primer lugar se realiza el segado de la jara, posteriormente se lleva a cabo la cocción de éstas en agua con sosa cáustica y seguidamente al agua donde se ha cocido la jara se le añade ácido sulfúrico para que produzca la reacción y se separe la resina extraída. Esta actividad es la que produce mayores ingresos económicos en la época estival.

### Evolución de la deuda viva municipal
| Gráfica de evolución de Deuda viva del Ayuntamiento de Paymogo entre 2008 y 2021                                |
| |
| Deuda viva del Ayuntamiento de Paymogo en miles de Euros según datos del Ministerio de Hacienda y Ad. Públicas. |

## Patrimonio

### Iglesia-Castillo Santa María Magdalena
El edificio se sitúa dentro de los restos semiderruidos del antiguo castillo, construido durante las guerras con Portugal a mediados del siglo XVII, constituyendo el conjunto más emblemático y de mayor aceptación popular en la localidad.
Lo que queda del antiguo castillo es una construcción defensiva abaluartada, quedando el espacio interior ocupado en gran parte por la iglesia parroquial. El castillo fue declarado, a partir de D. 22 de abril de 1944, Monumento Nacional ya que esta disposición protegía con carácter genérico todos los castillos españoles. En la actualidad es considerado como Bien de Interés Cultural. En el año 2000, mediante la intervención de una escuela-taller se recuperó un baluarte del conjunto monumental. Posteriormente se recuperó la techumbre y el coro de la iglesia-castillo, con obras financiadas con fondos del obispado de Huelva, Cultura, y el Ayuntamiento de la Villa Ejemplar de Paymogo, y que fueron inauguradas en julio del 2002.

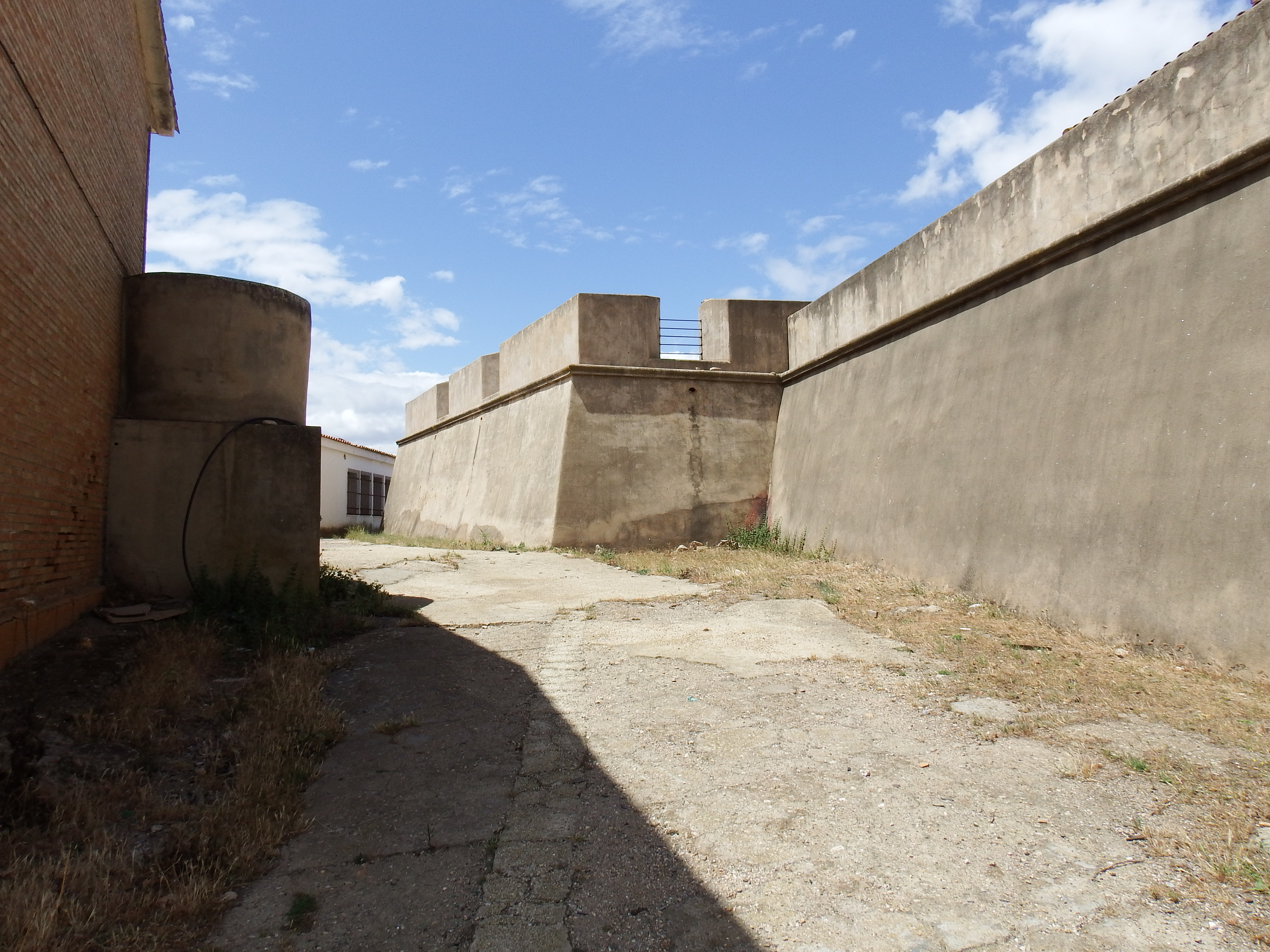
Fortificación de Paymogo

El fuerte de Paymogo (fuerte mejor que castillo, ya que no corresponde a época medieval) responde al nuevo arte de fortificar que impuso el desarrollo de la artillería ya a partir de finales del siglo XV. Con el estallido de la Guerra de Restauración portuguesa (1640-1668), en la que la corona lusa acabó por desagregarse de la española, tras su unificación por Felipe II en 1580, hubo que fortificar los enclaves de la frontera debido a los enfrentamientos militares. En este siglo ya se había perfeccionado el nuevo arte de fortificar iniciado en el siglo anterior, por el cual, los nuevos enclaves defensivos, atacados y defendidos mediante artillería, rebajaron su perfil para ofrecer menos blanco al enemigo y extendieron su superficie por el territorio para alejar lo más posible la acción atacante del punto que se quería defender. Debido a ello, y a que la artillería debía disponerse de forma tal que cruzara adecuadamente los fuegos sobre el territorio, a la vez que defendiera los muros propios, fue la Geometría la que dictó la forma de trazar la planta de estos nuevos enclaves, cuya característica formal más evidente son los baluartes en forma de punta de diamante.

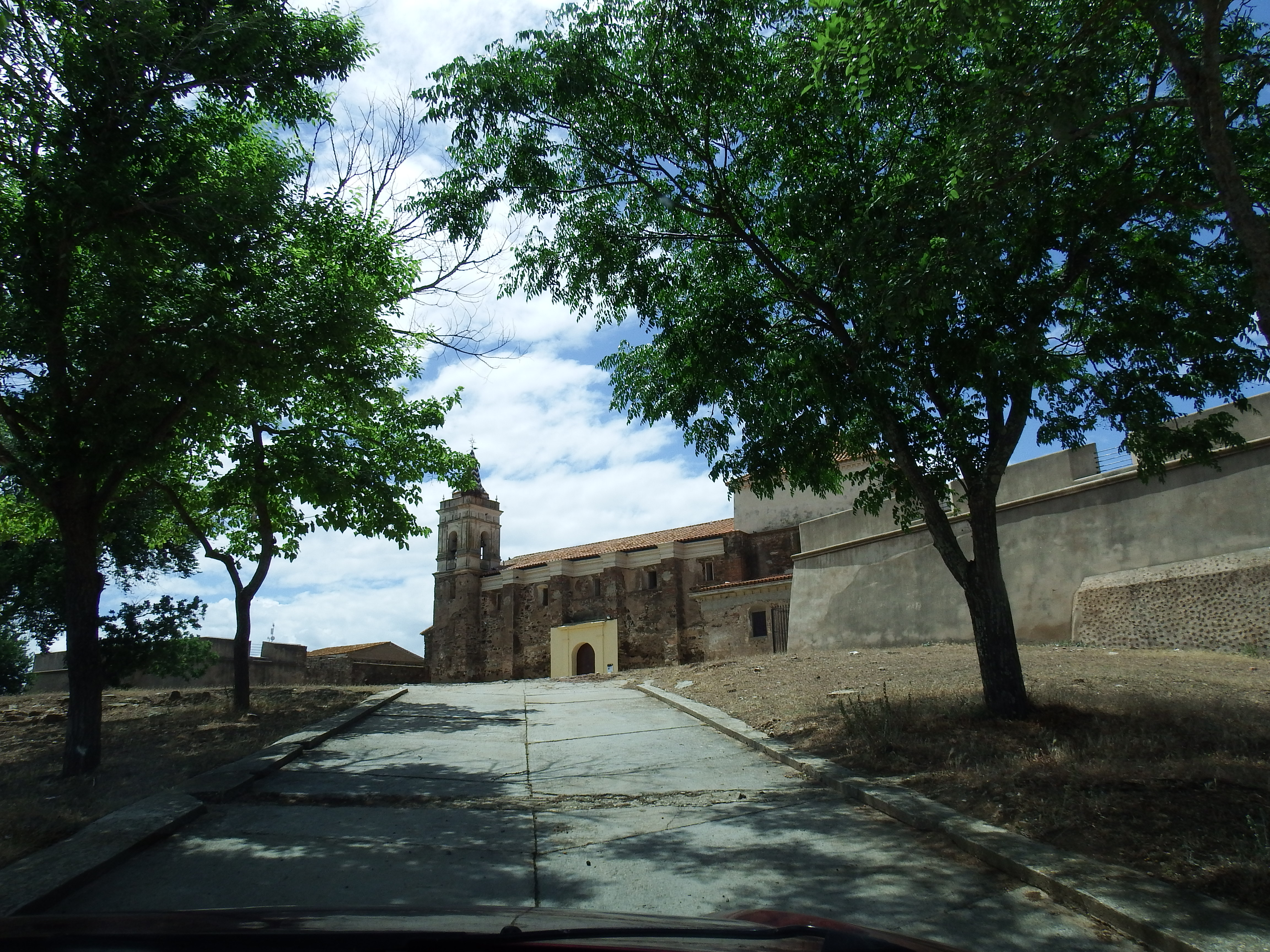
La iglesia forma parte de la fortificación

El fuerte fue trazado durante la cuarta década del siglo XVII, si bien en 1666, cuando fue tomado por las tropas portuguesas, aún no estaba terminado. Tal era el grado de precariedad de los recursos destinados a esta parte de la frontera. Fueron los portugueses, al igual que pasó con el fuerte de San Marcos (en Sanlúcar de Guadiana) los que terminaron la construcción durante los dos años que lo ocuparon. Realizaron las obras exteriores (foso y glacis) y derribaron parte del caserío de la población para despejar el área de acción de la artillería. De principios del siglo XVIII, durante la guerra de sucesión española (1701-1714), y al igual que en otros enclaves de la frontera, deben datar unos cuarteles que se adosaron a la muralla noreste. Hay que esperar a 1738 para conocer un impresionante proyecto de nueva fortificación que realizara el ingeniero militar Gerónimo Amicy, pero no fue llevada a cabo. Tras este intento, poco más se hizo sobre el enclave. Labores de mantenimiento, escasas, y construcción de unos pabellones adosados al exterior del muro de la epístola de la iglesia. Tras el paso de las Guerras Peninsulares a principios del siglo XIX, el fuerte cayó en desuso y, a partir de mediados de ese momento cayó en franca decadencia, terminándose por expoliar los materiales (piedra y ladrillo) que formaban gran parte de sus estructuras. Así permaneció hasta las obras de consolidación llevadas a cabo a principios del siglo XX.
La tipología de fuerte trazado alrededor de la iglesia es un caso similar al de Puebla de Guzmán. Esta disposición ya era criticada en su momento, pues los escombros que, proviniendo de la iglesia, pudieran caer ante la acción de la artillería atacante, afectarían a las tropas defensoras. Pero tanto en un caso como en el otro, la posición ocupada por la iglesia era la más ventajosa para la defensa de la población pues,entre otras cuestiones, ocupaban la cota más alta.

### Ermita de San Sebastián

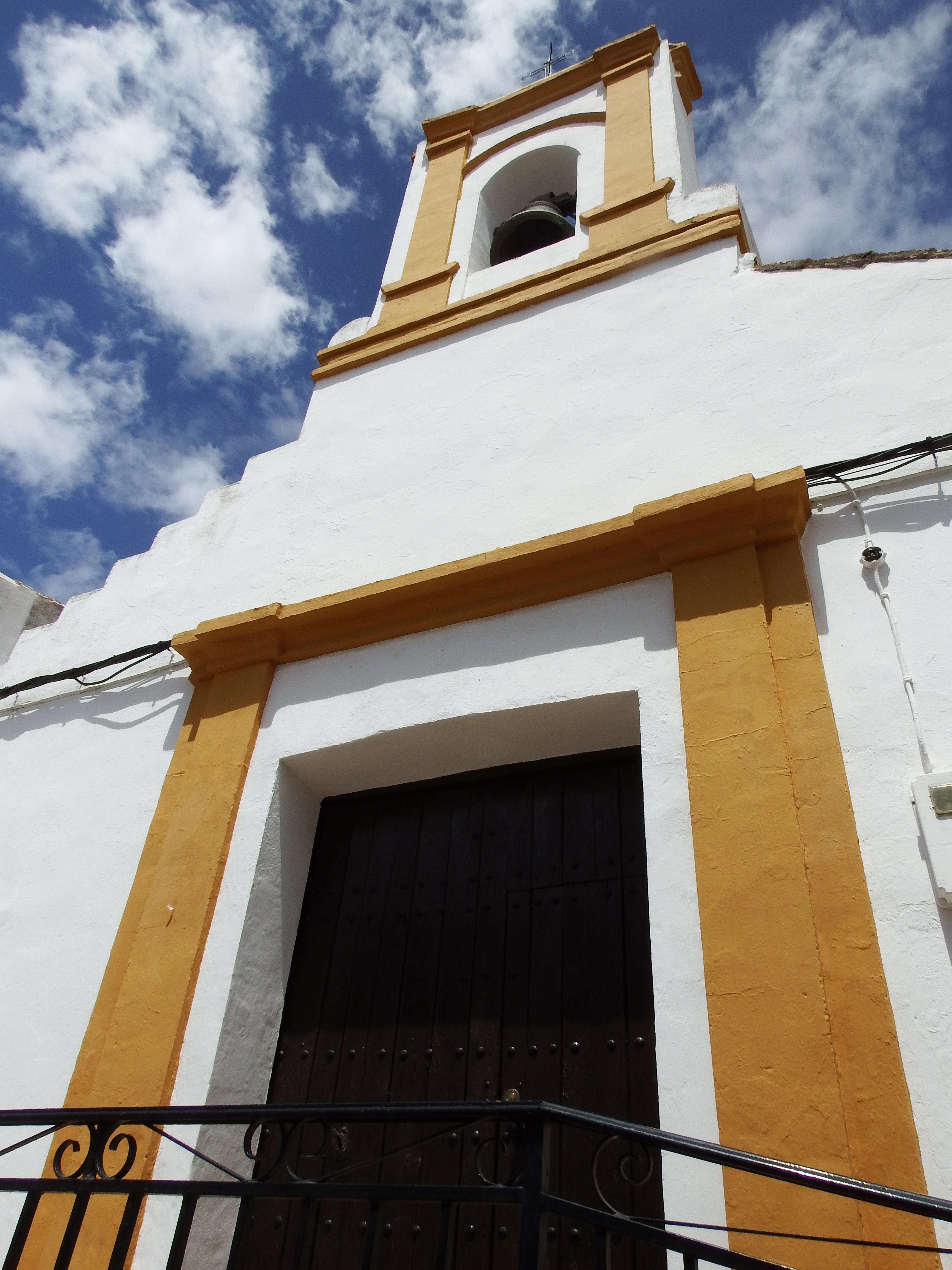
Ermita de San Sebastián

Construcción del siglo XVII. Pequeña y sencilla ermita donde se venera la imagen del patrón del pueblo, San Sebastián. Su actual estado de conservación es óptimo, siendo restaurada en 1997.

### Pósito
Siglo XVIII. La estructura original del edificio se ha conservado tal cual, tras su restauración se han mantenido los anchos muros y pilares que sostienen el edificio y el techo de palas. Como su nombre indica, era el almacén de granos del pueblo; posteriormente, a principios del siglo pasado, fue habilitado como colegio público femenino. En la actualidad, alberga la biblioteca pública.

### Ermita de la Santa Cruz
La historia de la ermita de la Santa Cruz corre paralela a la creación por un grupo de mujeres de la localidad de la romería del mismo nombre. La ermita se construyó en la primera mitad del siglo XX. Con una clara influencia de la arquitectura portuguesa, se trata de un edificio sencillo con dos puertas laterales y una central con arcos ojivales. Destaca por su fisonomía ahuevada y compacta, resaltada entre las suaves pendientes de la dehesa donde se levanta. La ermita se encuentra a escasos kilómetros de la localidad de Paymogo, al lado de la carretera que comunica con Puebla de Guzmán.

### Casa de Manuel María de Soto Vázquez

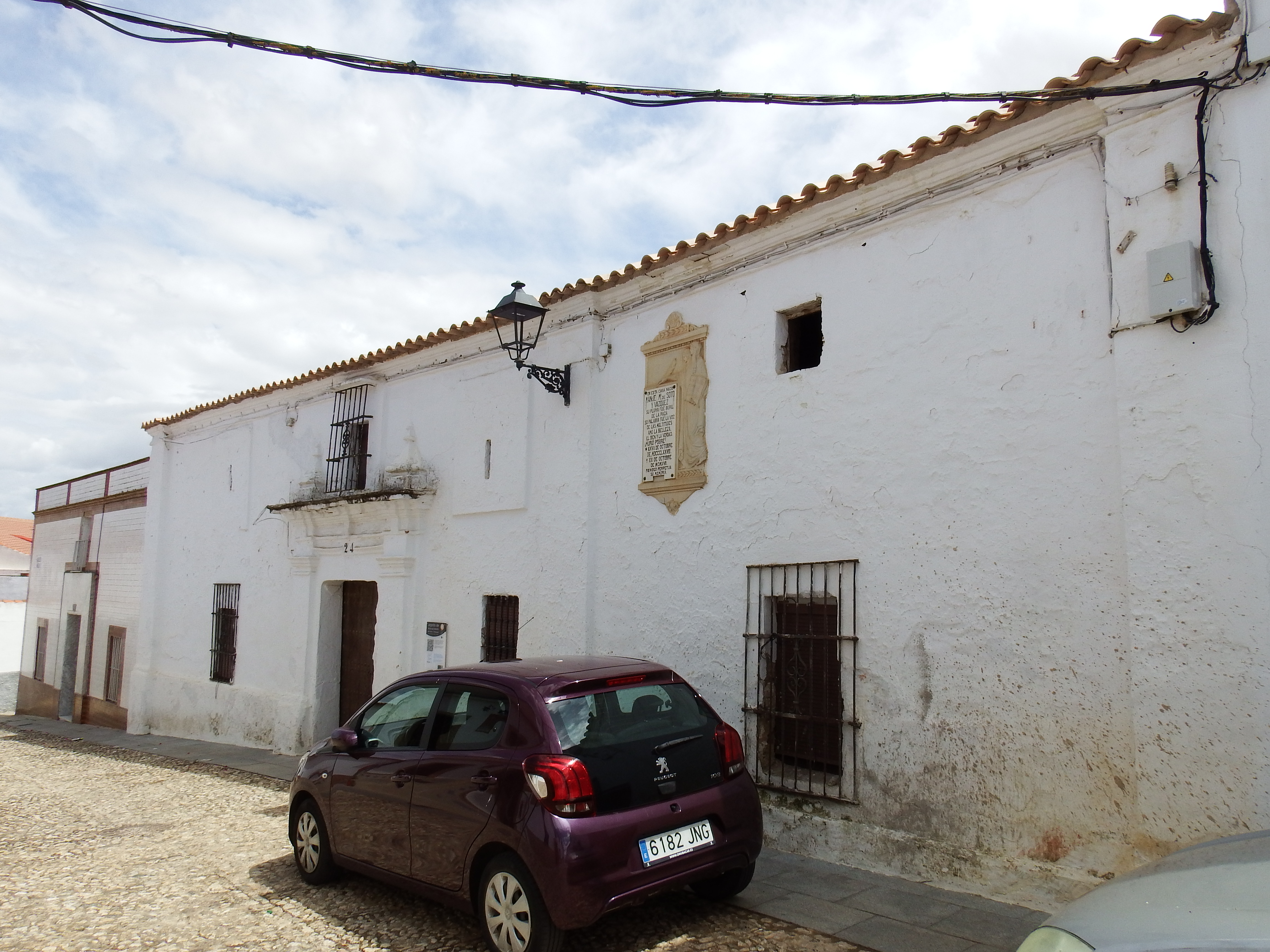
Casa de Manuel María de Soto Vázquez

Pertenece su titularidad a los herederos de la familia De Soto. Es una construcción del siglo XVII, que se levanta sobre una portada apoyada sobre pilastras. Casa donde nació el escritor Manuel María de Soto Vázquez, autor de Aromas de la Sierra, prologado por Diego Martínez Barrios (1933). Característica de la arquitectura popular paymoguera son las numerosas fachadas con portadas apoyadas sobre pilastras.

## Fiestas y eventos

### Feria Gastronómica Transfronteriza del Gurumelo
Suele celebrarse en el mes de marzo con el propósito de impulsar las posibilidades gastronómicas del gurumelo, divulgando y fomentando la comercialización de esta seta, y como medio para dar a conocer las riquezas, la cultura y las gentes de Paymogo.
Esta feria gastronómica se creó en 2004, y nace con el carácter transfronterizo, que acerca Paymogo con su vecino municipio portugués de Mértola, que participa presentando varios stands promocionales en este evento.

### Festival Flamenco Joven de Andalucía Memorial a El moreno de Paymogo
Desde hace pocos años se viene celebrando, durante el mes de julio, el Festival Flamenco Joven de Andalucía, que se está fraguando como uno de los más importantes a nivel nacional en su especialidad, siendo el objetivo de este evento el servir de respaldo y promoción de jóvenes artistas, de menos de treinta años, que empiezan en el mundo del flamenco.
El festival comienza el viernes por la mañana con una serie de cursos y jornadas teóricas en torno a distintas facetas o temáticas del flamenco, como el baile, e flamenco... El viernes por la noche se celebra un homenaje a algún artista de renombre, normalmente relacionado con la materia de las jornadas que tuvieron lugar por la mañana. El festival termina el sábado con las actuaciones de los jóvenes.
En Paymogo se tiene gran afición al flamenco, y en especial al fandango, lo que conlleva que cada edición de este festival, inaugurado en el año 2000, sea todo un éxito.

### Carnavales
Los Carnavales de Paymogo han tomado mucha fuerza en los últimos años. Fiesta para pequeños y menos pequeños, los Carnavales es el tiempo de la desinhibición y de la alegría antes de la llegada de la solemnidad y el rigor que acompaña a la Semana Santa.
Paymogueros se visten y disfrazan con lo que les viene en gana y toman la calle y la noche para regocijo del pueblo, que asiste divertido a la improvisación y diversión de sus convecinos.

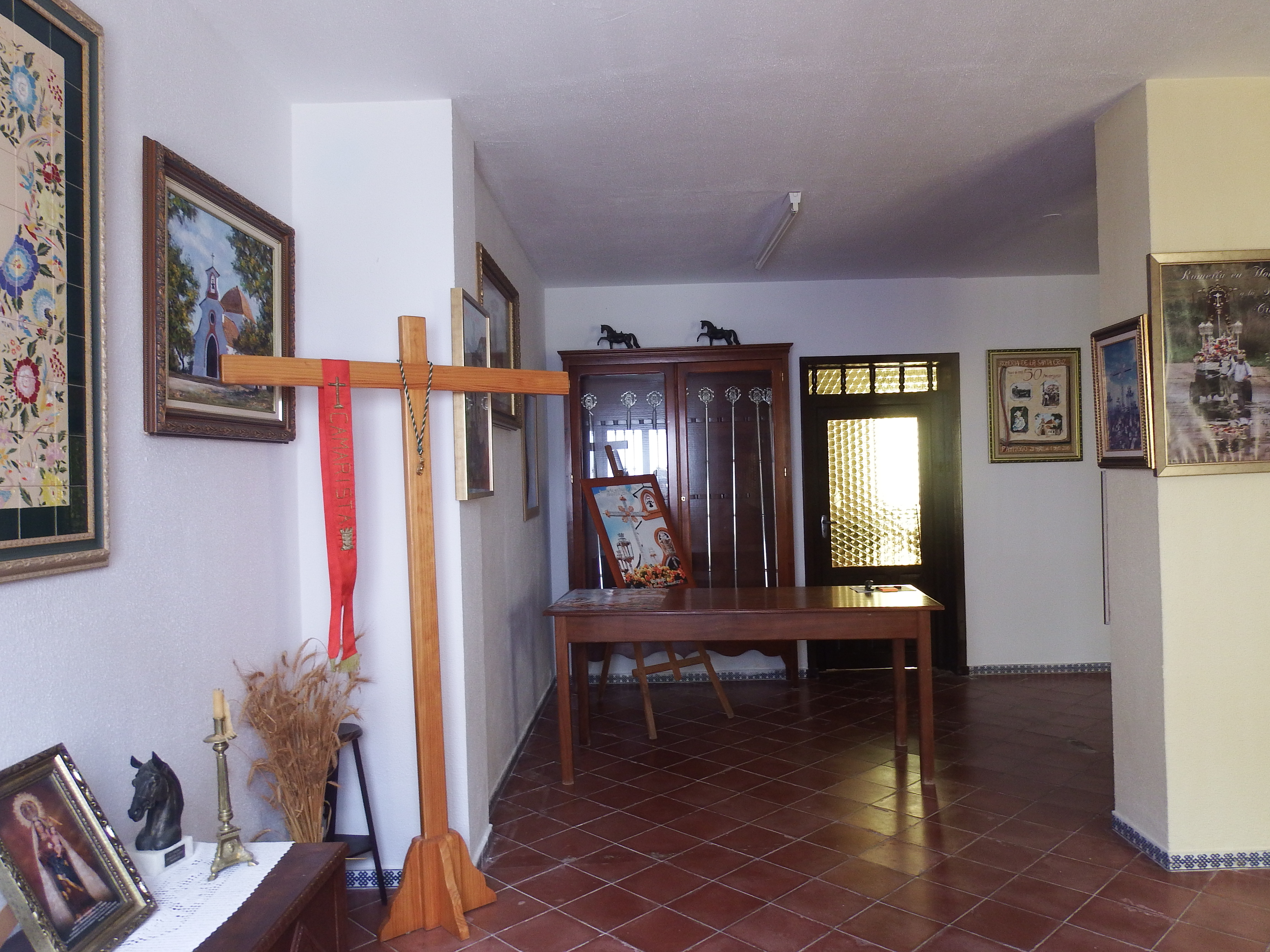
Casa de la Hermandad de la Santa Cruz

### Romería en honor a la Santa Cruz
Se celebra el primer domingo de mayo y es la fiesta más emblemática de Paymogo conservando el igualitarismo y el comensalismo heredados de la Gira de la Pascua de la Lechuga antes de ser cristianizada en 1956. Son cuatro días de fiesta que se abren con el pregón en la noche del viernes y donde el traje de serrana, ilumina la noche de exaltación de la Santa Cruz.
Este traje, de gran vistosidad, consta de una falda de terciopelo rojo larga hasta los pies, con adornos dorados, encajes y pasamanería. Lleva una blusa blanca muy ancha de lino blanco y bordada, encima de la cual se pone un corpiño con cordones muy ajustados en la cintura. En la cabeza lleva una toca de tela espesa adornada con un preciado encaje ancho haciendo ondas. Todo esto acompañado de valiosas joyas.

### Pirulitos de San Juan y San Pedro
Tradicionalmente cada calle organizaba su propia verbena engalanando un Pirulito de San Juan, que consiste en revestir un palo alto y grande con adelfas, cadenetas de papel de colores, cascarones de huevos pintados, flores de papel y bombillas decoradas.
No faltan las tapas típicas y la bebida al visitante de cada Pirulito, y la música que ameniza cada calle.
Fecha: junio

### Verbena de Santa María Magdalena
El 22 de julio se celebraba la patrona del pueblo. Tras la función religiosa y la procesión de Santa María Magdalena por las calles del pueblo se lleva a cabo un baile en el recinto ferial.
Hoy día, se ha adaptado la fecha de la celebración; al fin de semana más próximo al 22 de julio, con el fin de que puedan participar de la fiesta de nuestra patrona, todos aquellos que se encuentren fuera de nuestro pueblo.

### Feria de agosto
Antiguamente se realizaba el 13 de septiembre, siendo una fiesta ganadera en la que habitantes de distintos pueblos se reunían aquí para intercambiar ganado. Así que en sus orígenes era una de las ferias de ganado más importantes en la comarca.
Actualmente la fiesta se realiza el tercer fin de semana de agosto y no tiene nada en común a lo que era antiguamente.
Las actividades lúdicas se condensan en la tirada al plato, carreras de cintas a caballo, conciertos de música, feria de muestras, exhibiciones hípicas y motorísticas.

### Nuestra Señora del Rosario
El atractivo de esta fiesta viene representado por el recorrido procesional por las calles del pueblo, donde los cazadores, desde los tejados y doblados de las casas, lanzan salvas con sus escopetas en memoria de la victoria de la batalla de Lepanto.
Otro atractivo que nos ofrece esta festividad religiosa es el todavía conservado Rosario de la Aurora, que se repite todos los domingos del mes de octubre y en los que un grupo de hombres del pueblo, Los Campanilleros, van invitando desde antes del amanecer con sus campanillas, cantos y rezos a todo aquel que quiera sumarse. Cada domingo realizan un recorrido distinto hasta completar la totalidad de las calles del pueblo, y en el que cada casa que se abre a su paso ofrece una invitación de dulces y aguardiente.
Finalmente concluye con el rezo del Rosario hasta llegar a la iglesia y la rifa de la fanega de trigo.
Se celebra el primer sábado de octubre. La mañana del sábado, decenas de niños y niñas salen a las calles con locajos colgados de su cintura.